# Киселёвка (деревня, Москва)
Киселёвка — деревня в Новомосковском административном округе Москвы (до 1 июля 2012 года была в составе Ленинского района Московской области). Входит в состав поселения Десёновское.

## Население
| 1859 | 1890 | 1899 | 1926 | 2002 | 2006 | 2010 |
| ---- | ---- | ---- | ---- | ---- | ---- | ---- |
| 58   | ↘32  | ↗35  | ↗53  | ↘0   | →0   | ↗26  |

## География
Деревня Киселёвка находится в южной части Новомосковского административного округа, у границы с Троицким административным округом, примерно в 37 км к юго-юго-западу от центра города Москвы и 16 км к югу от центра города Московский.
В 3 км западнее деревни проходит Калужское шоссе А130, в 9 км к юго-востоку — Варшавское шоссе, в 8 км к югу — Московское малое кольцо А107, в 13 км к востоку — линия Курского направления Московской железной дороги. Ближайший населённый пункт — деревня Пыхчево.

## История
Название деревни, предположительно, произошло от некалендарного личного имени Кисель.
В «Списке населённых мест» 1862 года — владельческая деревня 1-го стана Подольского уезда Московской губернии по левую сторону старокалужского тракта, в 14 верстах от уездного города и 17 верстах от становой квартиры, при пруде, с 9 дворами и 58 жителями (22 мужчины, 36 женщин).
По данным на 1899 год — деревня Дубровицкой волости Подольского уезда с 35 жителями.
В 1913 году — 9 дворов.
По материалам Всесоюзной переписи населения 1926 года — деревня Власьевского сельсовета Дубровицкой волости Подольского уезда в 2,1 км от Калужского шоссе и 11,7 км от станции Подольск Курской железной дороги, проживало 53 жителя (27 мужчин, 26 женщин), насчитывалось 11 крестьянских хозяйств.
1929—1946 гг. — населённый пункт в составе Красно-Пахорского района Московской области.
1946—1957 гг. — в составе Калининского района Московской области.
1957—1960, 1965—2012 гг. — в составе Ленинского района Московской области.
1960—1963 гг. — в составе Подольского района Московской области.
1963—1965 гг. — в составе Ленинского укрупнённого сельского района Московской области.
С 2012 г. — в составе города Москвы.